# Ruta Dalton
Este artículo trata sobre las pistas y rutas de los pueblos indígenas y de la época de la fiebre del oro desde el territorio de Yukon hasta el norte del Panhandle de Alaska. Para el camino y la carretera de la cuenca baja del río Yukon a la región de North Slope de Alaska, ver: carretera James Dalton.

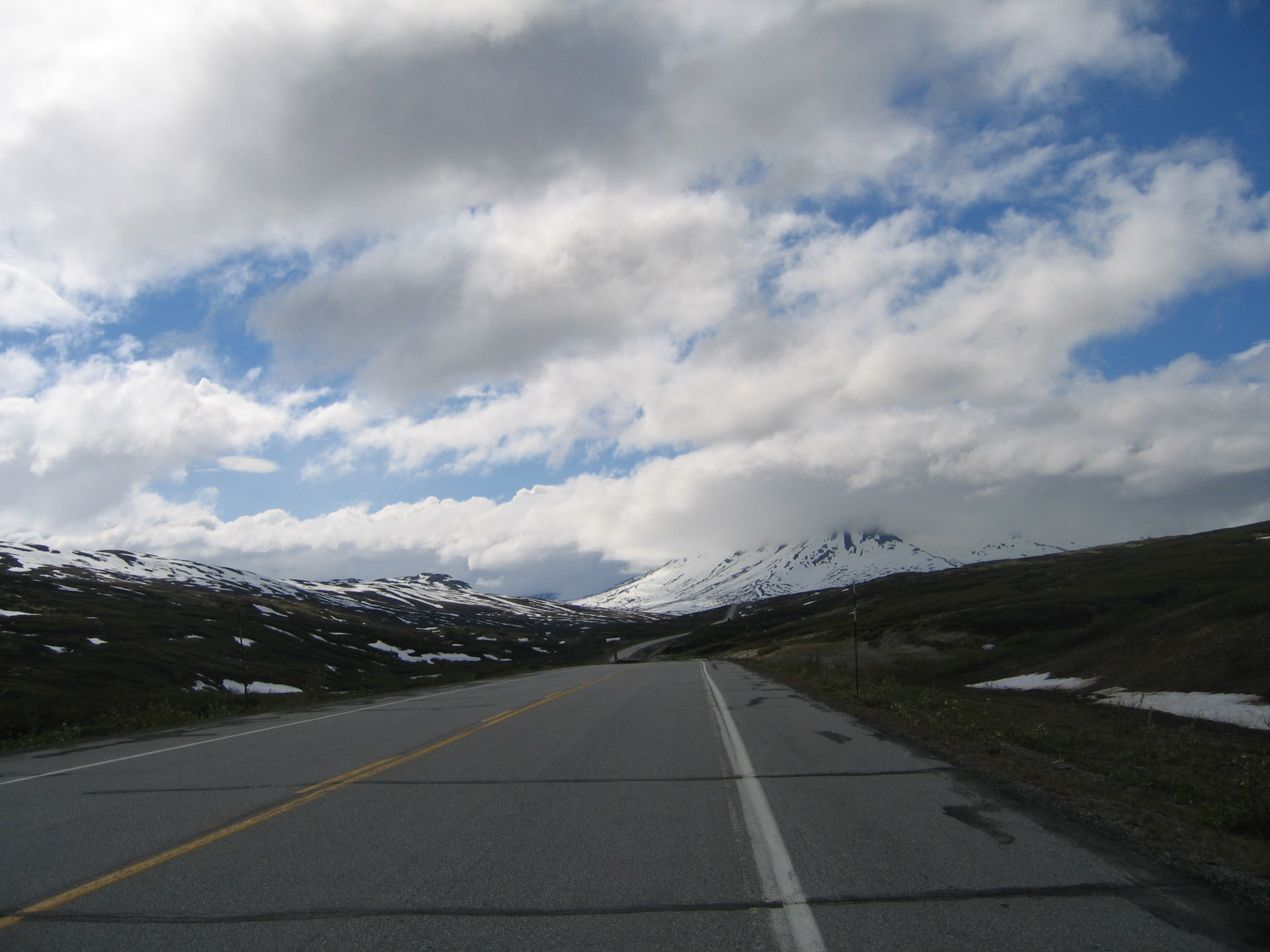
Vista del paso Chilkat, el punto en el que la ruta cruzab al cordillera.

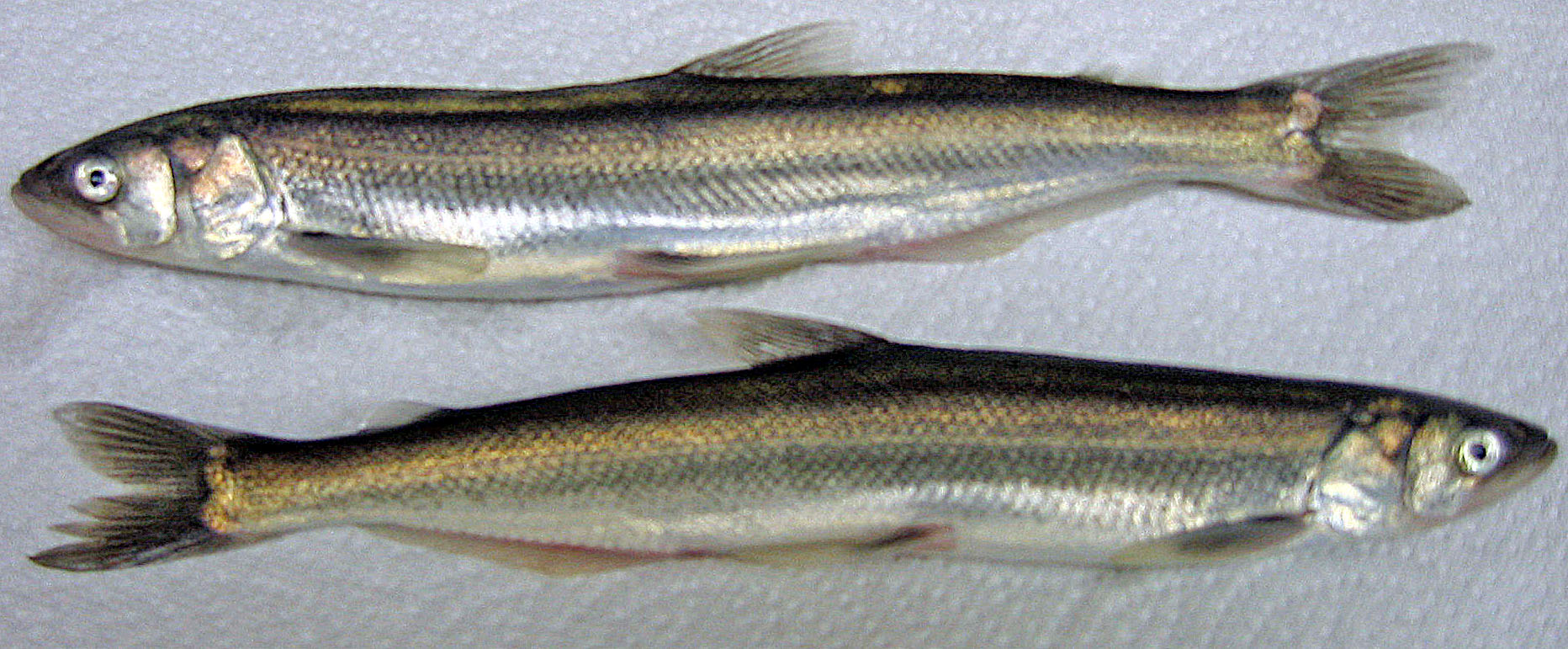
El eulachon (Thaleichthys pacificus), cuyo aceite era uno de los principales bienes comerciados en la ruta

La ruta Dalton (del inglés: Dalton Trail) fue una pista o sendero tradicional de la costa del Pacífico Noroeste, una de las conocidas como rutas de la grasa que en este caso discurría entre Pyramid Harbor, al oeste de la pequeña localidad de Haines (en Alaska, Estados Unidos) y Fort Selkirk (en el territorio del Yukón, Canadá), cruzando la cordillera por el paso Chilkat, el límite entre las montañas Costeras y las montañas San Elías. La ruta tenía unos 396 kilómetros de longitud.
Originalmente, el grupo chilkat de los tlingit controló el sendero, que ellos utilizaban para el comercio con el pueblo atabascano del interior. Conocían la pista como "ruta de la grasa" (una de las muchas en toda la costa del Pacífico Noroeste) dado que el aceite extraído del eulachon (Thaleichthys pacificus, un pez anádromo) era el elemento más importante que se comerciaba en el lado de los chilkoot. Cada jefe tlingit tenía un socio comercial atabascano en exclusiva. Los tlingits llevaban aceite de eulachon y regresaban con pieles, cueros y pepitas de cobre recogidos por los atabascanos. Las partidas comerciales a menudo duraban un mes o más y, a menudo consistían hasta unos 100 hombres, cada uno de los cuales llevaría unos 45 kg de carga.
Desde la llegada de los europeos, los chilkat actuaron como intermediarios entre los comerciantes y los atabascanos y se volvió bastante provechoso.
El monopolio comercial de los chilkat se rompió en 1890 cuando  E. J. Glave, John (Jack) Dalton y varios más fueron contratados por Leslie's Illustrated Magazine de Nueva York para explorar el interior de Alaska. Mientras exploraban la ruta de la grasa, vieron la posibilidad de establecer allí una ruta comercial. Dalton y Glave regresaron en la primavera de 1891 para intentar llevar caballos de carga en el camino. Glave murió pocos años después, pero Dalton permaneció en la zona, desarrollando una serie de puestos comerciales. En 1899, comenzó a cobrar un peaje por el uso de la ruta de la grasa, lo que los prospectores llamaron ruta de Dalton (Dalton's Trail) y más tarde la ruta Dalton (Trail Dalton). Durante la fiebre del oro de Klondike muchos buscadores recorrieron el sendero a pie hasta Fort Selkirk, donde seguían en balsas de troncos flotantes que llevaban hombres, caballos y ganado hasta Dawson City.
En 1900, se completó la ruta ferroviaria de White Pass and Yukon Route (de 177 km) hasta la vecina localidad de Skagway (Alaska) y eso puso fin a gran parte del tráfico en la ruta Dalton. La parte oeste de la actual carretera Haines (Haines Highway) sigue el mismo recorrido que la ruta Dalton.